# Orinoco Flow
Orinoco Flow (wydany również pod tytułem „Orinoco Flow (Sail Away)”) – pierwszy singel irlandzkiej piosenkarki i instrumentalistki Enyi pochodzący z jej drugiego albumu studyjnego Watermark. Piosenka przyczyniła się do rozpoznawalności artystki w Europie, zapewniła komercyjny sukces jej pierwszemu albumowi wydanemu w nowej wytwórni (WEA Records) oraz jest po dziś dzień, obok „Only Time” i „Anywhere Is” największym hitem piosenkarki.
Początkowo singel został wydany pod albumowym tytułem „Orinoco Flow”, jednak charakterystyczny motyw refrenu (powtarzane wielokrotnie sformułowanie „Sail Away”) był często interpretowany jako właściwy tytuł piosenki, dlatego też późniejsze edycje singla zawierają dodatek „(Sail Away)” w tytule.
Piosenka dotarła do 1. miejsca na brytyjskiej liście przebojów Top 40 w 1988 i jest to najlepszy wynik Enyi na tej liście. Również w Irlandii, Szwajcarii i Holandii piosenka dotarła do pierwszego miejsca listy sprzedaży.

## Tytuł i inspiracje
Mimo pierwszego wrażenia, tytuł piosenki nie odnosi się do rzeki Orinoko, a do studia, w którym utwór był nagrywany i miksowany (Orinoco Studios). Tytuł oraz tekst piosenki grają na licznych dwuznacznościach. Spośród wymienianych w piosence miejsc geograficznych wyróżniamy (w kolejności ukazywania się w tekście):
- wybrzeża Trypolisu
- Morze Żółte
- Gwinea Bissau
- Palau
- Wielka Brytania (w zwrocie „cień Awalonu”)
- wyspy Fidżi
- wyspa Tiree
- Wyspy Hebanowe (Ebony w Hrabstwie Kent)
- Peru
- Cebu
- Babilon
- Bali
- Cali
- Morze Koralowe
- Wyspy Hebrydy (pod łacińską nazwą Ebudae)
- Chartum
- Dependencja Rossa

Piosenka zawiera również nieco mylące, żartobliwe odniesienia do dwóch producentów albumu, Roba Dickinsa (we fragmencie „Rob Dickins at the wheel”) oraz inżyniera dźwięku i perkusisty Rossa Culluma („we can (...) say goodbye to Ross and his dependencies”, słowo „dependencies” odnosi się jednocześnie do, zgodnie z ideą geograficznego tekstu, posiadłości terytorialnych, jak i wpływu, który inżynier chciał mieć na brzmienie utworu).

## Historia i Nagrywanie
„Orinoco Flow” było ostatnią piosenką nagraną na album Watermark. Według relacji Nicky’ego Ryana, po nagraniu wstępnego materiału trio (Eithne, Roma Ryan i Nicky Ryan) czuło potrzebę nagrania dodatkowej piosenki, gdyż żadna nie brzmiała na tyle dobrze, by stać się pierwszym singlem promującym całość materiału. Ich obawy potwierdził producent wykonawczy Rob Dickins. Piosenka miała zatem powstać dzięki wesołej, luźnej atmosferze panującej w studiu. Roma Ryan nadała w tekście liczne odniesienie do pracy w studio. Sam tytuł również odniósł się do pracy twórczej ekipy: materiał nagrano w dublińskim Orinoco Studios.
Piosenka szybko stała się hitem. Jako jedyna piosenka Enyi dotarła na szczyt brytyjskiego zestawienia singli oraz pozostaje jej jedynym singlem, który otrzymał oznaczenie srebrnej płyty za 250 000 sprzedanych egzemplarzy. Enya została zaproszona do wykonania utworu w brytyjskim, popularnym w owych czasach programie „Top of the Pops”.
Sukces piosenki zaowocował zainteresowaniem twórczością Enyi pod koniec 1988 roku poza wyspami brytyjskimi, na początku 1989 roku w Stanach Zjednoczonych, a pod koniec 1989 r. w Japonii i Azji Wschodniej.

## Promocja i obecność w mediach
Większość promocyjnych wykonań utworu w telewizji przypada na lata 1988–1989:
| Lp. | Państwo / program                 | Data        | Typ wykonania      |
| --- | --------------------------------- | ----------- | ------------------ |
| 1.  | Wielka Brytania / Top of the Pops | 20.10.1988  | Podkład / playback |
| 2.  | Irlandia / Late Late Show         | 11.1988     | Podkład / playback |
| 3.  | Francja / program nieznany        | 1989        | Podkład / Live     |
| 4.  | Japonia / program nieznany        | Marzec 1989 | Podkład / playback |
| 5.  | Japonia / program nieznany        | 2009        | Podkład / playback |

## Wydania

### 1) Winyl 7''45t (SP)
Strona A: Single Edit (3:45)
Strona B: Out of the Blue (3:10)
- Dostępny w Wlk. Brytanii, Niemczech, Francji, Hiszpanii, USA, Japonii, Kanadzie, Rep. Płd. Afryki i Australii. Różnice w nr seryjnych, brak różnic w okładce (za wyj. wersji francuskiej). Dostępny z tytułem "Orinoco Flow (Sail Away)".

### 2) Winyl 12''45t
Strona A: Album Version (4:26) • Out of the Blue (3:10)
Strona B: Smaointim (6:07)
- Dostępny w Wlk. Brytanii, Niemczech, Hiszpanii i USA. Dostępny również w drugiej okładce z dopiskiem do tytułu "(Sail Away)".

### 3) 3" CD, pierwsza i druga edycja
1. Album Version (4:16)
2. Out of the Blue (3:10)
3. Smaointim... (6:07)

- Wydany w formacie tzw. Mini-CD z plastikowym adapterem, zwiększającym rozmiary do standardowej edycji. Dostępny również w drugim wydaniu z tytułem "Orinoco Flow (Sail Away)".

### 4) CD 5", trzecia edycja
1. Orinoco Flow (4:26)
2. Hope has a place (4:44)
3. Pax Deorum (4:58)

- Trzecia edycja z 1998 r. Wydana z okazji 10-lecia singla "Orinoco Flow". Wydanie japońskie.

### 5) Kaseta audio
Single Edit (3:46) • Out of the blue (3:10)
- Edycja amerykańska

W powyższym zestawieniu wyszczególniono jedynie różne formaty. Nie uwzględniono wydań promocyjnych oraz nie podano pełnej listy państw, w których ukazywało się każde z wydawnictw. Ukazywanie się różnych edycji w poszczególnych krajach zależne było od lokalnego oddziału wytwórni.

## Pozycja na listach
| Państwo / Lista                              | Najwyższa pozycja |
| -------------------------------------------- | ----------------- |
| Australia (ARIA)                             | 6                 |
| Austria                                      | 8                 |
| Belgia (Flandria)                            | 1                 |
| Holandia                                     | 1                 |
| Francja (SNEP)                               | 16                |
| Niemcy                                       | 2                 |
| Włochy                                       | 20                |
| Irlandia                                     | 1                 |
| Nowa Zelandia (RIANZ)                        | 2                 |
| Norwegia                                     | 5                 |
| Polska (Lista Przebojów Pr. Trzeciego)       | 2                 |
| Szwecja                                      | 2                 |
| Swiss Singles Chart                          | 1                 |
| UK Top 40                                    | 1                 |
| U.S. Billboard Hot 100                       | 24                |
| U.S. Billboard Hot Adult Contemporary Tracks | 7                 |
| U.S. Billboard Hot Modern Rock Tracks        | 6                 |

## Certyfikaty i sprzedaż
| Kraj                   | Certyfikat  | Sprzedaż |
| ---------------------- | ----------- | -------- |
| Hiszpania (Promusicae) | złota płyta | 30 000+  |
| Nowa Zelandia (RMNZ)   | złota płyta | 15 000+  |
| Wielka Brytania (BPI)  | złota płyta | 500 000+ |